# Egyptian Premier League 1960/61
Die Egyptian Premier League 1960/61 war die 11. Saison der Egyptian Premier League, der höchsten ägyptischen Meisterschaft im Fußball. Meister wurde al Ahly Kairo, neu in der Liga war al-Masry, Ghazl El Mahallah SC stieg ab. Titelverteidiger war al Zamalek SC, nicht mehr in der höchsten Spielklasse vertreten war al-Ittihad Al-Sakndary.

## Teilnehmende Mannschaften
Folgende zehn Mannschaften nahmen in der Saison 1960/61 an der Egyptian Premier League teil:
| Mannschaft           | Ort                 | Stadion                             | Kapazität     |
| -------------------- | ------------------- | ----------------------------------- | ------------- |
| al Ahly Kairo        | Kairo               | Cairo International Stadium         | 74.100        |
| al-Masry             | Port Said           | Port-Said-Stadion                   | 22.000        |
| Al-Sekka Al-Hadid    | Kairo               | Sekka El Hadeed-Stadion             | 25.000        |
| al Zamalek SC        | Gizeh               | Cairo International Stadium         | 74,100        |
| El-Olympi            | Alexandria          | Alexandria Stadium                  | 13.660        |
| Ghazl El Mahallah SC | al-Mahalla al-Kubra | El Mahalla Stadium                  | 20.000        |
| Ittihad Suez         | Sues                | Suez Stadium                        | 27.000        |
| Olympic El Qanah FC  | Ismailia            | Ismailia Stadium Suez Canal Stadium | 18.525 10.000 |
| Tanta FC             | Tanta               | Tanta Stadium                       | 20.000        |
| Tersana SC           | Gizeh               | Mit Okba Stadium                    | 15.000        |

## Modus
Alle zehn Mannschaften spielen je zwei Mal gegeneinander.

## Tabelle
| Pl.             | Verein               | Sp. | S  | U | N | Tore    | Diff. | Punkte |
| --------------- | -------------------- | --- | -- | - | - | ------- | ----- | ------ |
| 1.              | al Ahly Kairo        | 18  | 12 | 4 | 2 | 034:140 | +20   | 28:80  |
| 2.              | al Zamalek SC (M, C) | 18  | 10 | 3 | 5 | 047:240 | +23   | 23:13  |
| 3.              | Tersana SC           | 18  | 6  | 8 | 4 | 028:230 | +5    | 20:16  |
| 4.              | Olympic El Qanah FC  | 18  | 6  | 7 | 5 | 021:230 | −2    | 19:17  |
| 5.              | Tanta FC             | 18  | 7  | 4 | 7 | 018:240 | −6    | 18:18  |
| 6.              | Al-Sekka Al-Hadid    | 18  | 5  | 5 | 8 | 022:260 | −4    | 15:21  |
| 7.              | al-Masry (N)         | 18  | 5  | 5 | 8 | 020:310 | −11   | 15:21  |
| 8.              | El-Olympi            | 18  | 5  | 5 | 8 | 026:380 | −12   | 15:21  |
| 9.              | Ghazl El Mahallah SC | 18  | 3  | 8 | 7 | 013:170 | −4    | 14:22  |
| 10.             | Ittihad Suez         | 18  | 4  | 5 | 9 | 020:290 | −9    | 13:23  |
| Stand: Endstand |                      |     |    |   |   |         |       |        |

| (M) | Amtierender Meister     |
| (C) | Amtierender Pokalsieger |
| (N) | Neuaufsteiger           |